# Marina de la Defensa Nacional
La Armada de Guatemala o Marina de la Defensa Nacional, constituye la Fuerza de Mar del Ejército de Guatemala. Está organizada, equipada y entrenada para planificar, conducir y ejecutar las acciones que impone la Constitución de la República en materia de  Seguridad y Defensa Militar del Estado, en lo referente al empleo del poder marítimo.  Desarrolla tareas y misiones de ejecución de leyes en los espacios acuáticos nacionales, en apoyo a otras instituciones del Estado, por delegación y en cumplimiento a leyes internas y tratados internacionales en materia marítima.  Proporciona, en coordinación con las Fuerzas de Tierra y Aire, la seguridad y defensa de la República de Guatemala, incluyendo aguas interiores, el mar territorial, zona contigua y la zona económica exclusiva.

## Historia
Fue fundada el 15 de enero de 1959 por el entonces Presidente Miguel Ydígoras Fuentes, ante la necesidad de resguardar los recursos marinos del país, que en la época eran objeto de depredación ilegal por parte de embarcaciones pesqueras de países vecinos, que incursionaban impunemente en aguas guatemaltecas ante la falta de un ente que velara por la soberanía en el mar. Como indica su Acuerdo de Creación en su parte considerativa,  "Que por otra parte, nuestras riquezas de la fauna marina dentro de nuestras aguas territoriales, han sido robadas constantemente por barcos piratas, sin bandera y sin licencia para la pesca, y nuestras fronteras marítimas han sido halladas por el desembarco de tripulaciones desconocidas, que han introducido al país un tráfico ilícito de armas y de drogas estupefacientes;"  su naturaleza se ha mantenido como una entidad del Estado con funciones de organismo policial de mares y ríos.

## Misión
Garantizar la soberanía nacional, velar por la seguridad de los guatemaltecos y hacer cumplir dentro de nuestra competencia, las leyes, en  el Mar Territorial, Zona contigua,  Zona Económica Exclusiva y Aguas Interiores navegables de la República,  asimismo estar preparados para conjuntamente con las fuerzas de Tierra, Aire y demás entidades del Estado, a asegurar la Defensa Nacional ante cualquier amenaza interna o externa.

## Estructura
- Viceministerio de Marina

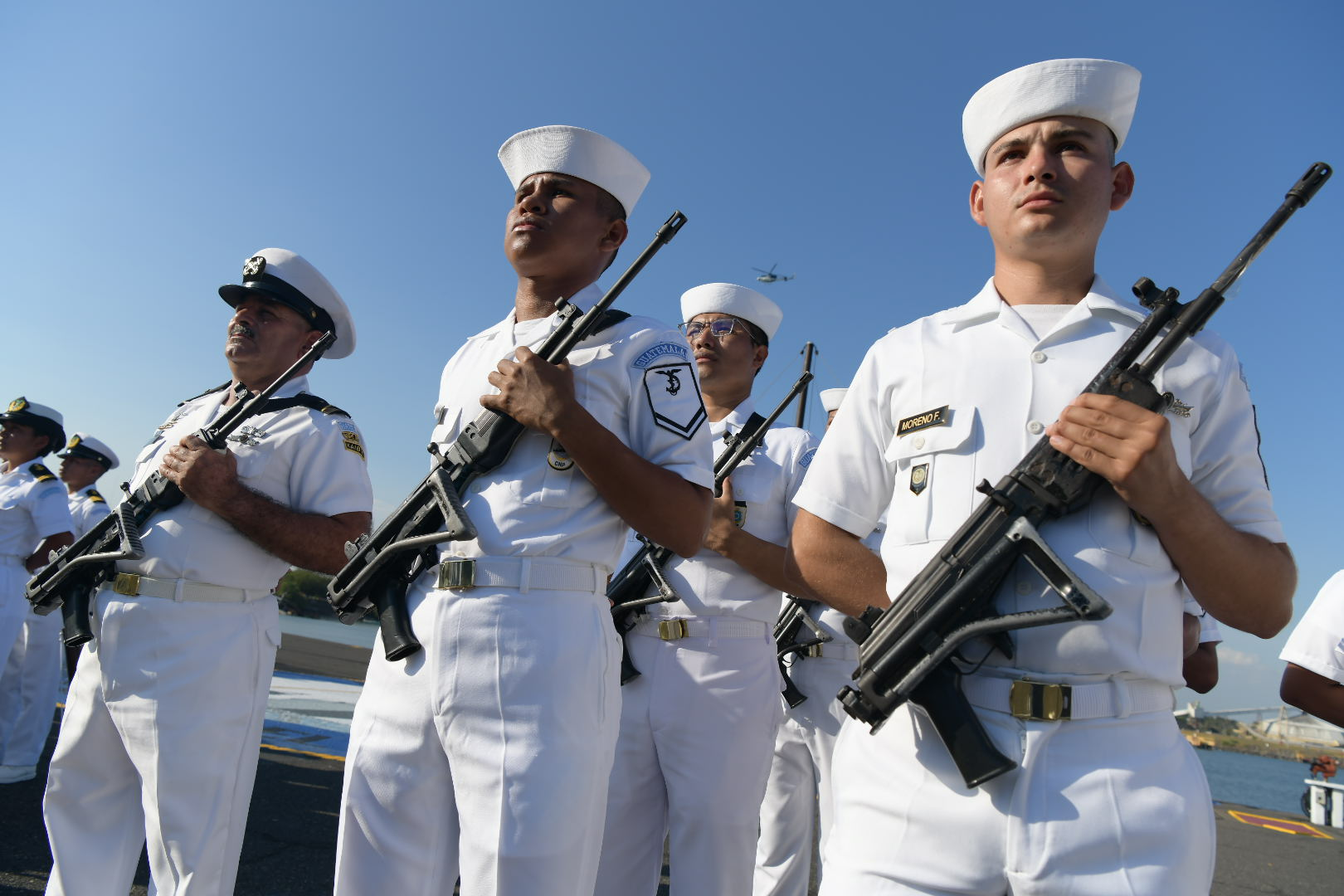
Elementos de la Marina

A cargo del manejo político y estratégico de la Fuerza de Mar, en aspectos marítimos, ejerce la Autoridad Marítima del país por delegación del Ministro. Dirige y coordina las entidades marítimas del Ministerio de la Defensa.  Dirige la coordinación interministerial con aquellos ministerios y dependencias del Estado involucrados en actividades marítimas.
- Comandancia de la Marina de la Defensa Nacional

A cargo de la conducción estratégica y operacional de la Marina, en la parte naval (defensa), depende de la  Jefatura del Estado Mayor y en la parte marítima  (Ejecución de leyes marítimas, Protección y Seguridad) ejecuta los lineamientos de la Política de Seguridad Marítima del Ministerio de la Defensa Nacional.
- Escuela Naval de Guatemala

Centro de formación, profesionalización, tecnificación, especialización, investigación y desarrollo marítimo, del Estado de Guatemala.  Su Consejo Académico permanente se integra con delegados de los Ministerios de la Defensa Nacional, Ministerio de Educación, Ministerio de Comunicaciones, Transporte y Obras Públicas y el Ministerio de Agricultura, Ganadería y Alimentación.    
- Dirección General de Asuntos Marítimos

Dependencia Administrativa y Operativa del Ministerio de la Defensa, a cargo de la gestión de las funciones marítimas del Estado de Guatemala. Seguimiento a temas hidrográficos, oceanográficos, convenios marítimos internacionales, promoción de leyes marítimas nacionales, abanderamiento de buques y embarcaciones, rectoría de puertos en materia de protección y seguridad. 
- Dirección General de Capitanías de Puerto

Dependencia administrativa del Ministerio de la Defensa a cargo de la coordinación y gestión de las funciones de las Capitanías de Puerto marítimas, lacustres y fluviales.  Registro de buques y embarcaciones, supervisión de buques y embarcaciones nacionales e internacionales. 
La Fuerza de Mar de Guatemala opera desde dos Regiones Navales y Marítimas, las cuales son:
- Región Naval del Pacífico.
  - Comando Naval del Pacífico.
  - Comando de Fuerzas Especiales Navales.
  - Capitanía de Puerto Quetzal.
  - Capitanía de Puerto San José.
  - Capitanía de Puerto Champerico.
  - Capitanía Lacustre de Atitlán.
- Región Naval del Caribe.
  - Comando Naval del Caribe.
  - Brigada de Infantería de Marina.
  - Astillero Marítimo
  - Capitanía de Puerto Santo Tomás de castilla.
  - Capitanía de Puerto Barrios.
  - Capitanía de Puerto de Livingston.

La Armada o Marina de la Defensa Nacional, fundamenta su desempeño en la Constitución Política de la República de Guatemala, legislación militar, civil y marítima nacional vigente, así como todos los acuerdos y tratados nacionales e internacionales firmados y ratificados por el Estado de Guatemala. Tiene a su cargo el poder naval de Guatemala, el cual por definición está constituido por todos aquellos recursos y medios militares de un Estado en el mar, que se utilizan en la defensa nacional y contribuyen a la seguridad y desarrollo del país. Es el brazo armado del Estado en el mar, a cargo de la ejecución de leyes en los espacios acuáticos.   

## Barcos

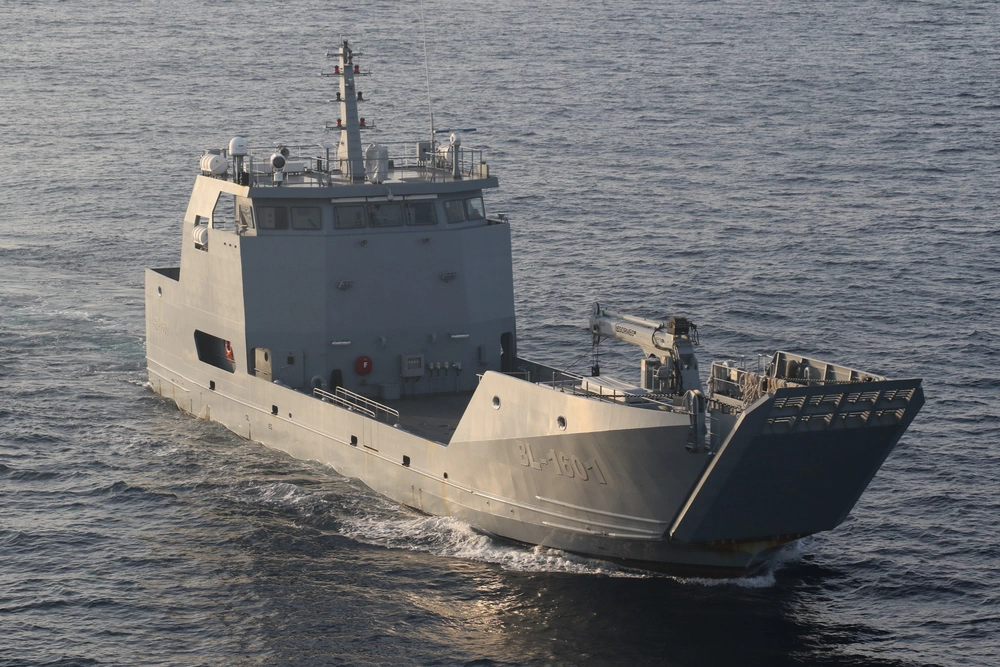
Buque de desembarco amfibio Quetzal (BL-1601)

La Marina De Guatemala cuenta con las siguientes unidades de superficie: 
- Kukulcan Gc 1051 (buque patrullero de 105 pies)
- (1) Buque de desembarco anfibio BAL-C, 160 Quetzal
- (1) Buque patrulla GC-871 "Hunahpú" de 87 pies de eslora
- (1) Bote Hidrográfico Gucumatz
- (2) Patrulleras clase Dabur (Gc 851, Gc 852, Gc 853)
- (6) Patrulleras clase Cutlass (Gc 651-656)
- (02) Barcazas de Desembarco clase Machete (D-361, D-362)
- (08) Botes de Operación Fluvial de Bajo Calado - BOFBC
- (08) Botes Patrulla Vigilant Class (GC-271 - GC-278)
- (20) Interceptoras Boston Whaler
- (06) Interceptoras Midnight Express
- (08) Patrulleras Fluviales Metal Shark
- (22) Lanchas Patrulleras LP
- (45) Lanchas Patrulleras Fluviales Clase Imemsa y Clase Astimar.